# Dicranota (Rhaphidolabis) indica
Dicranota (Rhaphidolabis) indica is een tweevleugelige uit de familie Pediciidae. De soort komt voor in het Oriëntaals gebied.